# Rescorla-Wagnermodel
Het Rescorla-Wagnermodel is een theoretisch uitgangspunt voor onderzoek in de gedragswetenschap.
Robert A. Rescorla (1940) en Allan R. Wagner (1934) zijn twee Amerikaanse leerpsychologen die een nieuwe draai gaven aan de theorie van de operante conditionering, een behavioristisch model opgesteld door Burrhus Skinner.
In de jaren zeventig deelden de twee psychologen een taxi naar een New Yorks forum over behaviorisme. Tijdens de rit raakten ze aan de praat en tot hun verbijstering bleek dat ze allebei aan dezelfde theorie werkten, een theorie die ongerijmdheden in Skinners werk hoopte te verklaren. Door hun bevindingen te vergelijken ontstond het Rescorla-Wagnermodel, een model van de klassieke conditionering waarin een verklaring wordt gezocht van het leerproces van een dier tijdens dierproeven in de Skinner-box. 
Rescorla en Wagner stelden dat leergedrag enkel optreedt bij een discrepantie tussen wat verwacht wordt en wat gebeurt. Tijdens dit 'trial-level model' is elke stimulus ofwel aanwezig ofwel afwezig in de proef. De verwachting van de onvoorwaardelijke prikkel (Unconditioned Stimulus ofwel US) kan wiskundig voorgesteld worden als de som van de associatieve sterktes van de aanwezige voorwaardelijke prikkels (Conditioned stimuli = CS) tijdens de duur van de proef. Deze verhouding maakte korte metten met de onvolledigheid in eerdere modellen en bood een duidelijke verklaring voor onduidelijkheden zoals blokkering tijdens leerexperimenten.
Het Rescorla-Wagnermodel werd het belangrijkste leermodel binnen het behaviorisme sinds Skinner en Pavlov. Het is echter slechts een theorie en is sinds de publicatie niet gevrijwaard van kritiek of tegenspraak. Ook Robert Rescorla en Allan Wagner hebben zich mettertijd gedistantieerd van het naar hen genoemde model, hoewel de laatste jaren door onderzoek is gebleken dat gefaseerde activiteit van dopamine-neuronen in de middenhersenen een verklaring kan bieden voor de voorspellingsafwijking in het model.